# 小行星8787
小行星8787（英語：8787 Ignatenko）是一颗围绕太阳公转的小行星。1978年10月4日，塔瑪拉·米哈伊洛夫那·斯米爾諾娃在克里米亚发现了此天体。
这颗小行星的绝对星等为359.2601937662369等。